# Gerokomie
Die Gerokomie (von gr. dt. ‚Altersbetreuung‘, engl. gerocomy) war vom 2. Jahrhundert nach Christus bis in die Mitte des 18. Jahrhunderts ein Teilgebiet der Medizin.

## Beschreibung
Der griechische Arzt Galenos von Pergamon prägte im 2. Jahrhundert den Begriff Gerokomie (auch Gerontokomia bzw. Gerokomikon; „Altenfürsorge“). Er machte sie zu einem Teilgebiet der Medizin, welches die Alterserscheinungen – seinerzeit nach humoralpathologischen Prinzipien – lindern sollte. Als Lehre befasste sie sich vor allem mit den altersphysiologischen Gegebenheiten und der dazu angepassten Lebensweise, im Wesentlichen der Diätetik. Hinzu kamen die Ätiologie und Physiologie des Alterns sowie therapeutische Ansätze. Galenos betrachtete das mit Alterserscheinungen einhergehende Altern als einen Mangel an Vollkommenheit, aber nicht als Krankheit. Im Jahr 1594 erschien eine der Herzogin von Uzès gewidmete gerontologische Schrift des französischen Anatomen, Hochschullehrers und Hofarztes André du Laurens, die Ratschläge zum gesunden Altwerden enthält und mehr als 20. Auflagen erlebte. Ab dem Jahr 1620 wurde die Gerokomie auch an Universitäten gelehrt. 0,5 bis 1 % der in Latein verfassten medizinischen Schriften der Hochschulen befassten sich mit der Gerokomie. Die Gerokomie wurde später durch die Gerontologie (Alters- und Alternswissenschaft) und Geriatrie (Alters- oder Altenmedizin) abgelöst.